# Hada nigrata
Hada nigrata là một loài bướm đêm trong họ Noctuidae.